# Musikjahr 1776
Liste der Musikjahre

◄◄ | ◄ | 1772 | 1773 | 1774 | 1775 | Musikjahr 1776 | 1777 | 1778 | 1779 | 1780 | ► | ►►

Weitere Ereignisse
Dieser Artikel behandelt das Musikjahr 1776.

## Ereignisse
- 17. Februar: Kaiser Joseph II. erklärt das Wiener Theater nächst der Burg zum Teutschen Nationaltheater.
- 17. März: In Moskau wird das Bolschoi-Theater gegründet. Fürst Pjotr Urussow erhält von Kaiserin Katharina II. das Alleinrecht, Schau- und Singspiele aufzuführen. Die ersten Schauspieler sind Leibeigene des Fürsten. Die Aufführungen finden zunächst noch in einem Privathaus statt.
- Giovanni Paisiello folgt einem Ruf der Zarin Katharina II. nach Sankt Petersburg, wo er zum Kapellmeister und Inspektor der beiden Italienischen Opern ernannt wurde.
- Charles Burney veröffentlicht den ersten Band seines musikwissenschaftlichen Werkes A General History of Music from the Earliest Ages to the Present Period.
- Luigi Boccherini folgt dem Infanten Don Luis de Borbón ins Exil, nachdem dieser eine morganatische Ehe eingegangen ist.[1]

### Opern und andere Bühnenwerke
- 07. Mai: In Berlin findet die Uraufführung des Singspiels Der Barbier von Sevilla von Friedrich Ludwig Benda nach dem Theaterstück Le Barbier de Séville von Pierre Augustin Caron de Beaumarchais statt. Das Libretto stammt von Gustav Friedrich Großmann.
- 12. Juni: Das Drame lyrique Les mariages samnites von André-Ernest-Modeste Grétry wird in der Comédie-Italienne in Paris uraufgeführt. Das Libretto stammt von Barnabé Farmian Durosoy und basiert auf Jean-François Marmontels Le château du prince de Conti. Unter anderen singt Louise-Rosalie Lefebvre.
- 02. Oktober: Auch von Johann André wird in Berlin eine Oper namens Der Barbier von Seville uraufgeführt. Auch diese Oper basiert auf dem Theaterstück von Beaumarchais und dem Libretto von Gustav Friedrich Großmann.
- Die Oper Creonte von Dmitri Stepanowitsch Bortnjanski (Musik) auf ein Libretto von Marco Coltellini wird im Teatro San Benedetto in Venedig uraufgeführt.
- In Madrid hat das Dramma giocoso Le gemelle von Antonio Tozzi nach dem Libretto von Girolamo Tonioli seine Uraufführung.
- Die Oper Germondo von Tommaso Traetta wird in London uraufgeführt.
- Ignaz Pleyel – Die Fee Urgèle

### Kammermusik
- Luigi Boccherini – 6 Streichsextette op. 23 (G 454–459)

### Kirchenmusik
- 10. März: Das Oratorium Isacco figura del redentore von Josef Mysliveček wird in Florenz uraufgeführt.
- 20. März: Das Oratorium The Ascension von James Hook hat seine Uraufführung am Covent Garden.
- 07. April: Die Spatzenmesse (KV 220) von Wolfgang Amadeus Mozart hat vermutlich an diesem Datum, dem Ostersonntag, ihre Uraufführung im Salzburger Dom. Es handelt sich um eine Missa brevis et solemnis.
- Wolfgang Amadeus Mozart
  - 17. November: Missa in C-Dur, Credomesse oder Spaur-Messe (KV 257) im Salzburger Dom
  - Missa brevis in C-Dur, Orgelsolomesse (KV 259)
- Augustus Montague Toplady – Psalms and Hymns for Public and Private Worship

### Klaviermusik
- Wolfgang Amadeus Mozart
  - Klavierkonzert Nr. 6 B-Dur (KV 238)
  - Klavierkonzert Nr. 7 F-Dur, „Lodron“ (KV 242)
  - Klavierkonzert Nr. 8 C-Dur, „Lützow“ (KV 246)

### Orchestermusik
- François-Joseph Gossec – Sinfonie C-Dur
- Wolfgang Amadeus Mozart
  - Serenade Nr. 6 D-Dur, „Serenata notturna“ (KV 239)
  - Serenade Nr. 7 D-Dur, „Haffner“ (KV 250/248b)
  - Serenade Nr. 8 D-Dur, „Notturno für vier Orchester“ (KV 286/269a)
  - Marsch D-Dur (KV 249)

## Geboren

### Geburtsdatum gesichert
- 24. Januar: Ernst Theodor Amadeus Hoffmann, deutscher Jurist, Schriftsteller, Komponist, Kapellmeister, Musikkritiker, Zeichner und Karikaturist († 1822)
- 21. Februar: Vincenzo Lavigna, italienischer Konzertmeister und Cembalist († 1836)
- 08. April: Thaddäus Weigl, österreichischer Komponist, Dirigent und Musikverleger († 1844)
- 17. April: Jean-François Roger, französischer Politiker, Schriftsteller und Mitglied der Académie française († 1842)
- 27. April: Hyacinthe Jadin, französischer Komponist und Professor († 1800)
- 00. April: Ann Griffiths, walisische Dichterin religiöser Lieder († 1805)
- 04. Mai: Johann Friedrich Herbart, deutscher Philosoph, Psychologe und Pädagoge († 1841)
- 07. Mai: Dániel Berzsenyi, ungarischer Dichter († 1836)
- 10. Mai: George Thomas Smart, englischer Dirigent, Organist, Geiger und Komponist († 1867)
- 17. Mai: Amos Eaton, US-amerikanischer Wissenschaftler († 1842)
- 21. Mai: Pierre Jean Baptiste Arnollet, französischer Ingenieur († 1857)
- 29. Mai: Peter Erasmus Müller, dänischer Bischof, Historiker und Sprachforscher († 1834)
- 01. Juni: George Schetky, US-amerikanischer Komponist, Cellist und Musikverleger († 1831)
- 04. August: Wenzel Sedlak, böhmischer Arrangeur und Klarinettist († 1851)
- 15. August: Ignaz von Seyfried, österreichischer Dirigent und Komponist († 1841)
- 16. August: Philipp Jakob Riotte, deutscher Komponist († 1856)
- 20. Oktober: Carl Nicolaus Türrschmidt, deutscher Hornist und Musiklehrer († 1862)
- 12. November: Christoph Friedrich Görges, deutscher Kantor und Schriftsteller († 1852)
- 06. Dezember: Paul Struck, deutscher Komponist († 1820)
- 13. Dezember: Johann Evangelist Fuhrmann, Pfarrer und Dechant von Imst sowie Kirchenlieddichter († 1819)

### Genaues Geburtsdatum unbekannt
- Carl Traugott Eisrich, deutsch-russischer Komponist und Dirigent († 1835)
- Marianne Sessi, italienische Opernsängerin († 1847)

## Gestorben

### Todesdatum gesichert
- 19. März: Johann Wilhelm Simonetti, deutscher Kapellmeister, Violinist, Komponist und Librettist (* 1690)
- 22. April: Filippo Finazzi, italienischer Kastrat, Komponist und Kapellmeister (* 1705)

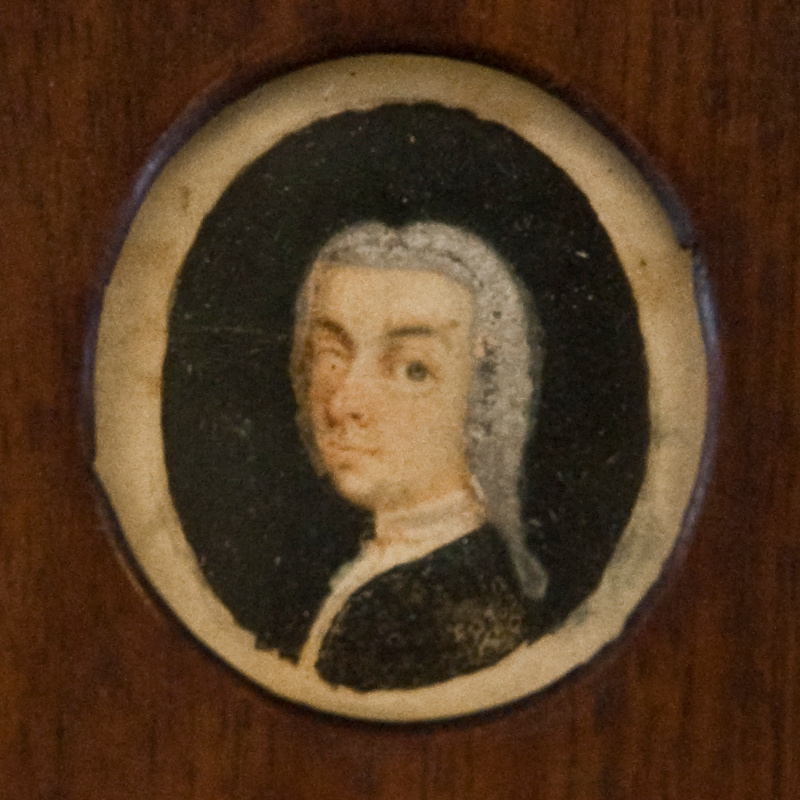
Johann Adolph Scheibe; † 22. April

- 22. April: Johann Adolph Scheibe, deutsch-dänischer Komponist und Musikkritiker (* 1708)
- 11. Juni: Leopold Widhalm, deutscher Lauten- und Geigenbauer (* 1722)
- 12. Juni: Bartolomeo Felici, italienischer Komponist und Organist (* 1695)
- 20. September: Lucietta Affabili, italienische Opernsängerin in der Stimmlage Sopran (* 1725)
- 22. November: Johann Caspar Simon, deutscher Komponist (* 1701)
- 13. Dezember: Karl Franz Henisch, deutscher Schauspieler und Librettist (* 1745)
- 24. Dezember: Giacinto Schiatti, italienischer Komponist und Kapellmeister (* unbekannt)

### Genaues Todesdatum unbekannt
- Giorgio Antoniotti, italienischer Komponist und Cellist (* um 1692)
- Johann Friedrich Ruhe, deutscher Kantor, Kapellmeister und Komponist (* 1699)
- Sanctus Seraphin, italienischer Geigenbauer (* 1699)
- Nikolai Sergejewitsch Titow, russischer Komponist und Schriftsteller (* vor 1750)